# Neckera lusitanica
Neckera lusitanica là một loài Rêu trong họ Neckeraceae. Loài này được (Schimp.) Kindb. miêu tả khoa học đầu tiên năm 1885.